# Phytoseiulus macropilis
Phytoseiulus macropilis är en spindeldjursart som först beskrevs av Banks 1904.  Phytoseiulus macropilis ingår i släktet Phytoseiulus och familjen Phytoseiidae. Inga underarter finns listade i Catalogue of Life.